# Glasögontjärnen (Bodsjö socken, Jämtland)
Glasögontjärnen är en sjö i Bräcke kommun i Jämtland och ingår i Ljungans huvudavrinningsområde.